# Дубина (заповідне урочище)
Дубина — заповідне урочище, розташоване на території Березнянської сільської ради Хмільницького району Вінницької області (Березнянське лісництво кв. 28, діл. 3,8). Оголошене відповідно до рішення Вінницького облвиконкому № 371 від 29.08.1984 р.
За фізико-географічним районуванням України (1968 р.) територія належить до Хмільницького району області Подільського Побужжя Волино-Подільської височини Дністровсько-Дніпровської лісостепової зони. Для цієї області характерна хвиляста, з ярами і балками лесова височина з сірими опідзоленими ґрунтами, тобто з геоморфологічної точки зору описувана територія являє собою підвищену сильно розчленовану лесову рівнину позальодовикової області.
Клімат території помірно континентальний. Для нього характерне тривале нежарке літо і порівняно недовга, м'яка зима. Середня температура січня становить —6 °C, а липня +19 °C. Річна кількість опадів — понад 500 мм.
За геоботанічним районуванням України (1978 р.) територія належить до Вінницького (Центральноподільського) округу Подільсько-Бессарабської провінції Європейської широколистяної області.
Територія урочища містить цінні високопродуктивні дубові лісонасадження штучного походження віком понад 80 років із запасом деревини близько 320 куб. м/га. До складу деревостану входять типові для Центрального Поділля види, такі як явір, ясен високий, липа дрібнолиста, в'яз листуватий, черешня пташина. Підлісок не виражений, представлений поодинокими невеличкими кущиками ліщини звичайної і бруслини бородавчатої.
У травостані переважають типові тінелюбиві неморальні види: яглиця звичайна, копитняк європейський, медунка лікарська, проліска багаторічна, чина весняна, глуха кропива крапчата, зубниця бульбиста, зеленчук жовтий, материнка пахуча, бутень бульбистий та інші.
Добре виражені синузії ранньовесняних ефемероїдів: підсніжника білосніжного, гусячої цибулі жовтої, зубниці бульбистої, чистеця весняного, анемони жовтецевої, рясту Геллера і порожнистого. Є популяції видів, занесених до Червоної книги України: підсніжник білосніжний, гніздівка звичайна, коручка чемерниковидна.